# Жумабайкызы, Карина
Карина Жумабайкызы (4 августа 1996) — казахстанская футболистка, полузащитница сборной Казахстана.

## Биография
Начала взрослую карьеру в клубе ДЮСШ № 7 (Шымкент) — резервном составе клуба «БИИК-Казыгурт». За три неполных сезона (2013—2015) провела в его составе 51 матч в высшей лиге Казахстана. В 2015 году сыграла свои первые матчи за основную команду «БИИК-Казыгурт», стала чемпионкой Казахстана 2015 года. В 2016 году часть сезона провела в составе чемпиона страны «БИИК-Казыгурт», а часть — в составе серебряного призёра «Астаны». В дальнейшем продолжала играть за «БИИК-Казыгурт», в его составе неоднократно становилась чемпионкой и обладательницей Кубка Казахстана, принимала участие в матчах еврокубков. Также продолжала играть за резервную команду, в 2017 году забила 6 голов за «ДЮСШ № 7» и вошла в десятку лучших бомбардиров чемпионата. В 2019 году забила 7 голов за «БИИК-Казыгурт» и также вошла в десятку лучших снайперов. Часть сезона 2019 года провела в узбекском клубе «Согдиана».
В 2022 году перешла в российский клуб «Рязань-ВДВ». Дебютный матч в высшем дивизионе России сыграла 13 марта 2022 года против «Ростова». В сезоне 2023 вернулась в «БИИК-Казыгурт».
Выступала за юниорскую и молодёжную сборную Казахстана. В национальной сборной Казахстана сыграла первые официальные матчи в 2015 году. Всего сыграла за сборную не менее 30 официальных матчей в отборочных турнирах чемпионатов мира и Европы.